# 刘伟修
刘伟修（1985年2月—），江苏盱眙人，汉族，中国共产党党员。中国人民解放军中部战区空军某旅四级军士长、第十三届全国人民代表大会解放军和武警部队代表。

## 生平
2016年时，刘伟修已入伍服役15年。荣立一等功、二等功、三等功各1次，荣获四项全军荣誉，获评全国青年岗位能手标兵，当选中国共青团中央候补委员。2018年，空军雷达兵某旅雷达操纵员、四级军士长刘伟修被选为解放军和武警部队出席第十三届全国人民代表大会代表。